# 北马其顿边界围栏

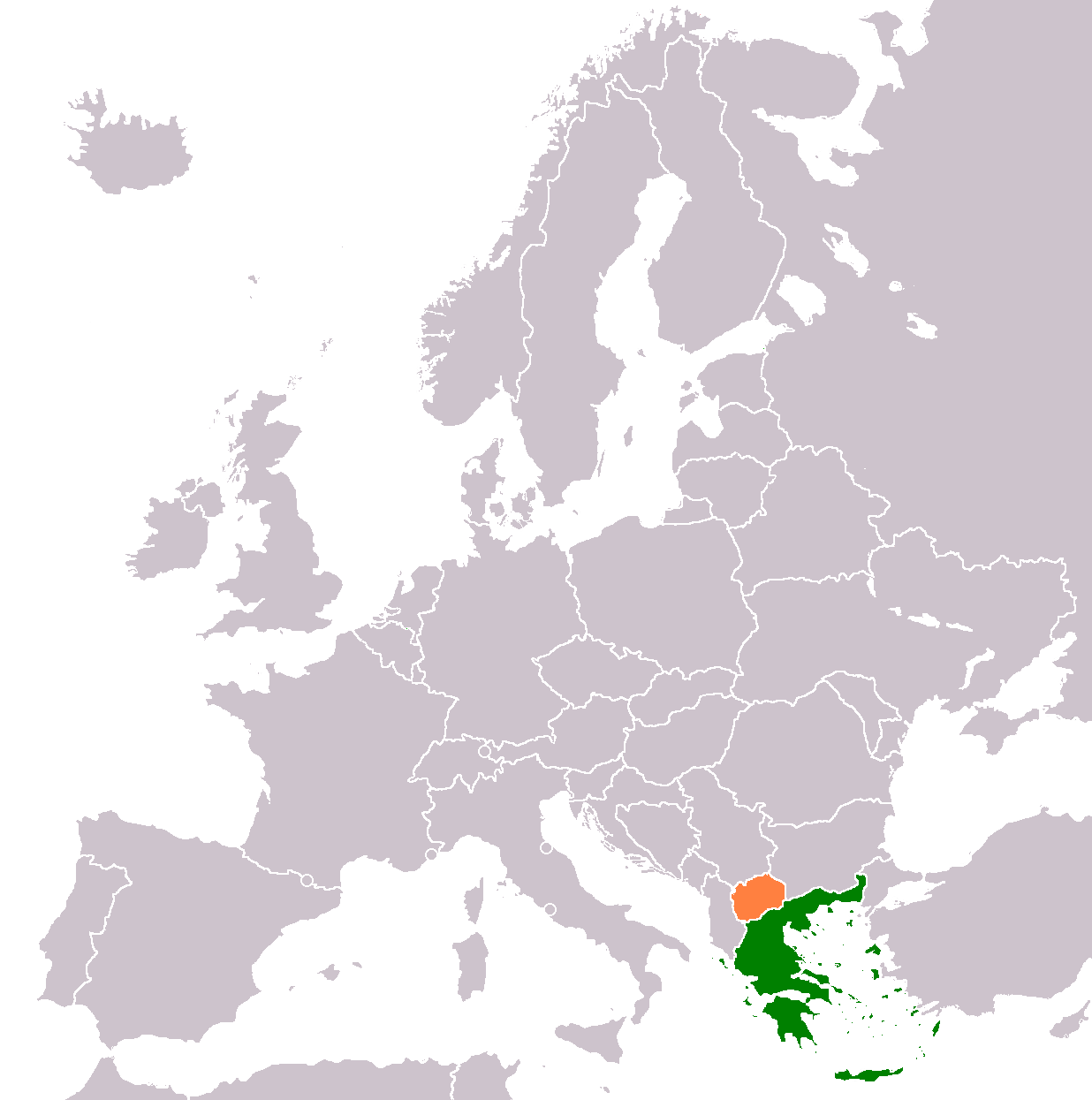
北马其顿
希腊

北马其顿边界围栏是北馬其頓共和國（2019年2月之前称为马其顿共和国）为应对欧洲移民危机在其与希腊边界上修建的隔离墙。隔离墙始建于2015年11月，效仿类似的匈牙利邊界圍欄，到2016年初为止，围栏修建了30（19英里）长。

## 历史

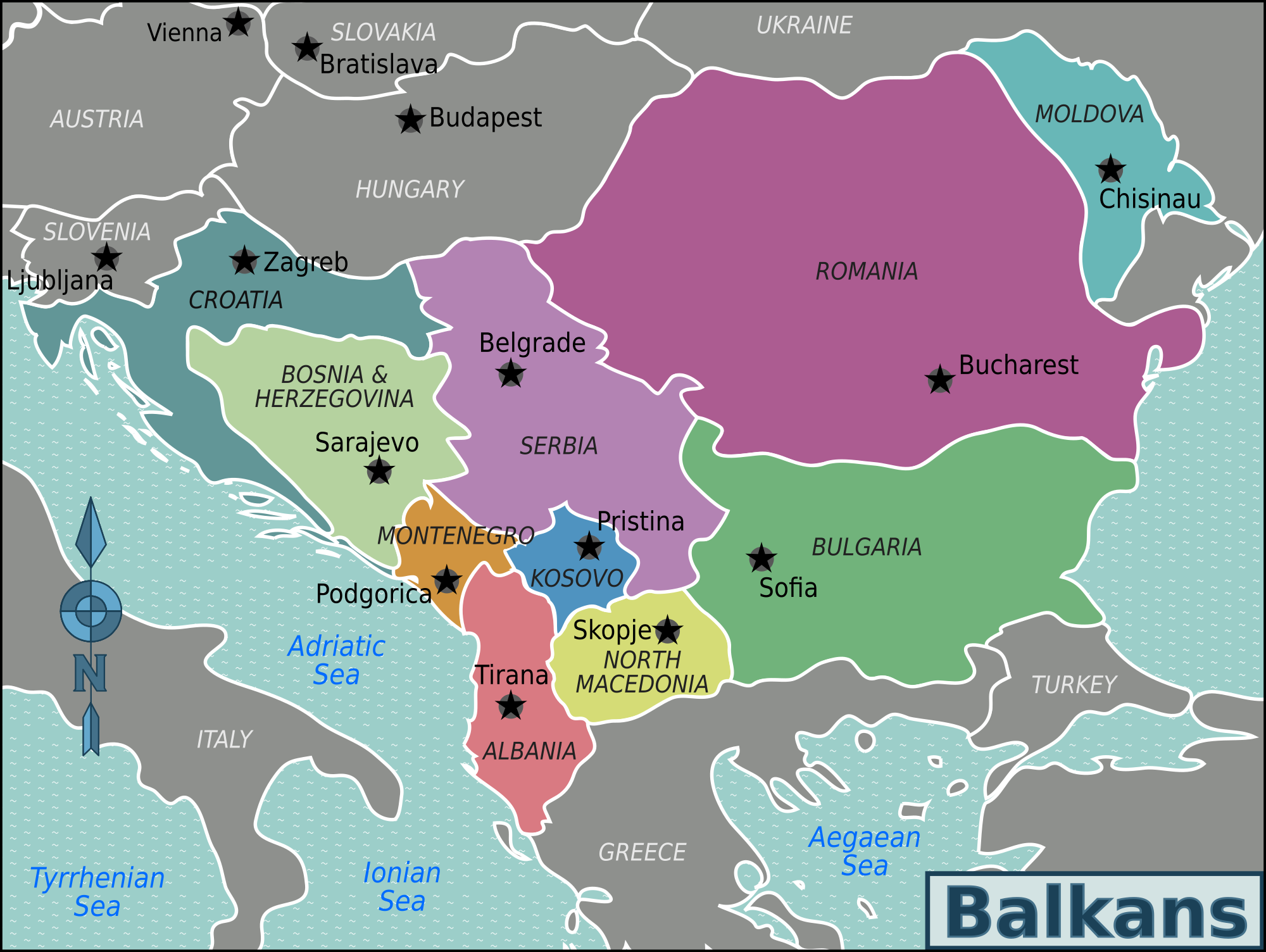
北马其顿和它的巴尔干邻国，希腊位于它的南边，灰色）：
北马其顿
阿尔巴尼亚
保加利亚
科索沃
塞尔维亚

2015年11月29日，马其顿共和国军队开始在希腊边界修建栅栏。一名摩洛哥男子在一次事故中受伤，导致警察和移民发生冲突，造成18人受伤。据《卫报》报道，在修建隔离墙的初期，北马其顿警察遭到了移民的袭击。二月，北马其顿士兵开始在先前围栏一米处设置了第二个围栏。
奥地利在二月份开始限制其境内的庇护申请后，斯洛文尼亚、塞尔维亚等巴尔干国家对移民入境实行限制。因此，马其顿共和国限制移民进入其境内，导致数千名移民被滞留在希腊境内，尤其是在伊佐迈尼边境附近。2016年2月29日，数以百计的移民用石头袭击了防暴警察，试图用捣毁的路牌和灯柱制作的冲车来打破边界屏障。

## 伊佐迈尼移民营
2016年1月，奥地利限制了允许同时进入该国的移民数量。2016年2月，奥地利内政部长米克尔·莱特纳宣布限制每天过境的移民人数。随后，斯洛文尼亚禁止移民过境，北马其顿宣布对移民关闭其与希腊的边境。阿尔巴尼亚增派警力保卫边境，并获得了意大利陆地和海上的“人员和设备”援助。3月，马其顿共和国宣布计划将其30（19英里）的障碍物延长到320（200英里）。
据路透社报道，2016年5月，有超过10,000名移民在边境定居，成为欧洲最大的难民营，其中有清真寺、学校和商业区。